# 야하타니시구
야하타니시구(일본어: 八幡西区)는 일본 후쿠오카현 기타큐슈시를 구성하는 7개의 행정구 중 하나이다.

## 개요
기타큐슈시의 행정구 중에서 가장 인구가 많고 시내 총 인구의 4분의 1 이상을 차지한다. 구로사키역 남쪽 주변은 기타큐슈시의 서쪽 중심지이며, 도카이만 연안부는 기타큐슈 공업지대의 일부를 이루지만 시역 서부에서 남부에는 교외 주택지가 펼쳐진다.
서부의 오리오 지구에는 대학, 단기 대학, 고등학교 등이 다수 있어 이 지역은 현내에서도 "학생의 거리"로 유명하다. 또 기타큐슈 학술연구도시는 구와 경계를 접하는 와카마쓰구 히비키노에 있지만 오리오역에서의 접근이 용이하다.
그래서 기타큐슈시에서는 유일하게 해안가와 접하지 않으며, 한국의 인천광역시나 부산광역시처럼 해상 매립이 계속되었기 때문에 야하타히가시구처럼 해안가가 고립된 상태에 이른 것과 다른 지형 특성을 지닌다.

## 역사
- 1889년 - 시정촌제 시행으로 온가군 구로사키촌, 구키나미촌, 고자쿠촌, 가쓰키촌, 구라테군 고야노세촌이 성립하였다.
- 1897년 4월 23일 - 온가군 구로사키촌이 정으로 승격해 구로사키정이 되었다.
- 1898년 9월 2일 - 구라테군 고야노세촌이 정으로 승격해 고야노세정이 되었다.
- 1904년 7월 1일 - 온가군 구키나미촌이 오리오촌으로 개칭하였다.
- 1918년 12월 3일 - 온가군 오리오촌이 정으로 승격해 오리오정이 되었다.
- 1926년 11월 2일 - 온가군 구로사키정, 야하타시에 편입되었다.
- 1931년 4월 1일 - 온가군 가쓰키촌이 정으로 승격해 가쓰키정이 되었다.
- 1944년 12월 8일 - 온가군 오리오정, 야하타시에 편입되었다.
- 1955년 4월 1일 - 온가군 가쓰키정과 구라테군 고야노세정이 야하타시에 편입되었다.
- 1963년 2월 10일 - 5시 합병으로 기타큐슈시가 성립하였다.
- 1974년 4월 1일 - 기타큐슈시의 행정구 재편으로 야하타구가 분구되어 야하타니시구와 야하타히가시구가 탄생하였다.

## 교통

### 철도
- 규슈 여객철도
  - 가고시마 본선
  - 지쿠호 본선

- 지쿠호 전기 철도
  - 지쿠호 전기 철도선

### 도로
- 규슈 자동차도
- 기타큐슈 고속도로
- 국도 3호선
- 국도 199호선
- 국도 200호선
- 국도 211호선